# بیمارستان استانی بدفورد (کیپ شرقی)
بیمارستان استانی بدفورد (کیپ شرقی) (به انگلیسی: Bedford Provincial Hospital (Eastern Cape)) بیمارستانی عمومی در شهر کیپ شرقی کشور آفریقای جنوبی است و دارای ۳۵ تخت است.